# Saint-André-de-Corcy
Saint-André-de-Corcy ist eine französische Gemeinde mit 3369 Einwohnern (Stand: 1. Januar 2022) im Département Ain in der Region Auvergne-Rhône-Alpes. Sie gehört zum Arrondissement Bourg-en-Bresse und zum Kanton Villars-les-Dombes.

## Geographie
Die Gemeinde Saint-André-de-Corcy liegt an der Quelle der Sereine im Süden der Seenlandschaft Dombes, 20 Kilometer nördlich von Lyon.
Umgeben wird Saint-André-de-Corcy von den Nachbargemeinden Monthieux im Norden, Saint-Marcel im Nordosten und Osten, Montluel im Osten und Südosten, Mionnay im Süden und Südwesten sowie Civrieux im Westen und Nordwesten.

## Bevölkerungsentwicklung
| Jahr                       | 1962 | 1968 | 1975 | 1982 | 1990 | 1999 | 2006 | 2012 | 2021 |
| Einwohner                  | 731  | 780  | 900  | 2131 | 2547 | 3101 | 3005 | 2959 | 3368 |
| Quellen: Cassini und INSEE |      |      |      |      |      |      |      |      |      |

## Wirtschaft und Infrastruktur
Saint-André-de-Corcy hat einen Bahnhof an der Bahnstrecke Lyon-Saint-Clair–Bourg-en-Bresse und wird im Regionalverkehr mit Zügen des TER Auvergne-Rhône-Alpes bedient.

## Sehenswürdigkeiten

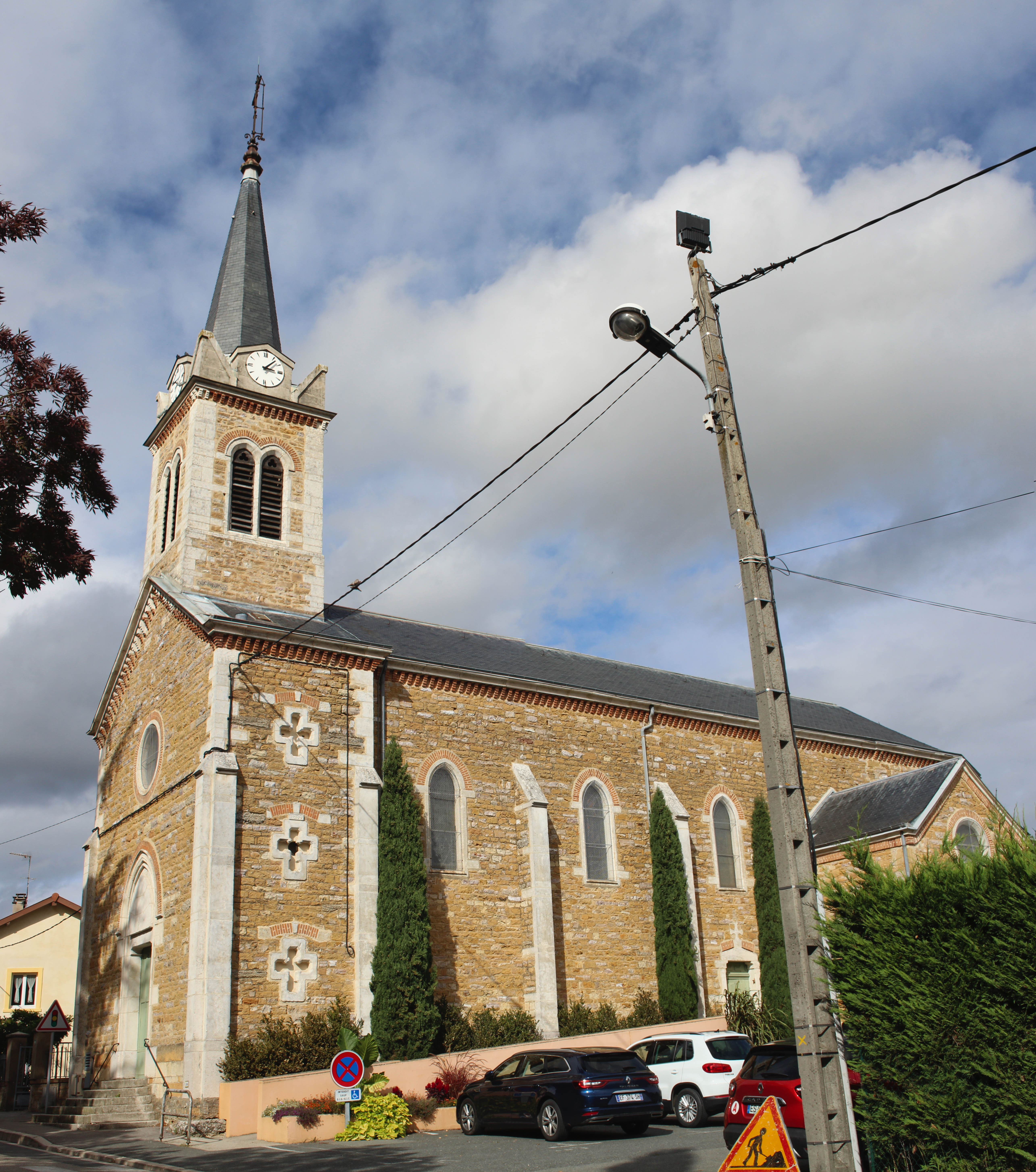
Kirche Saint-André
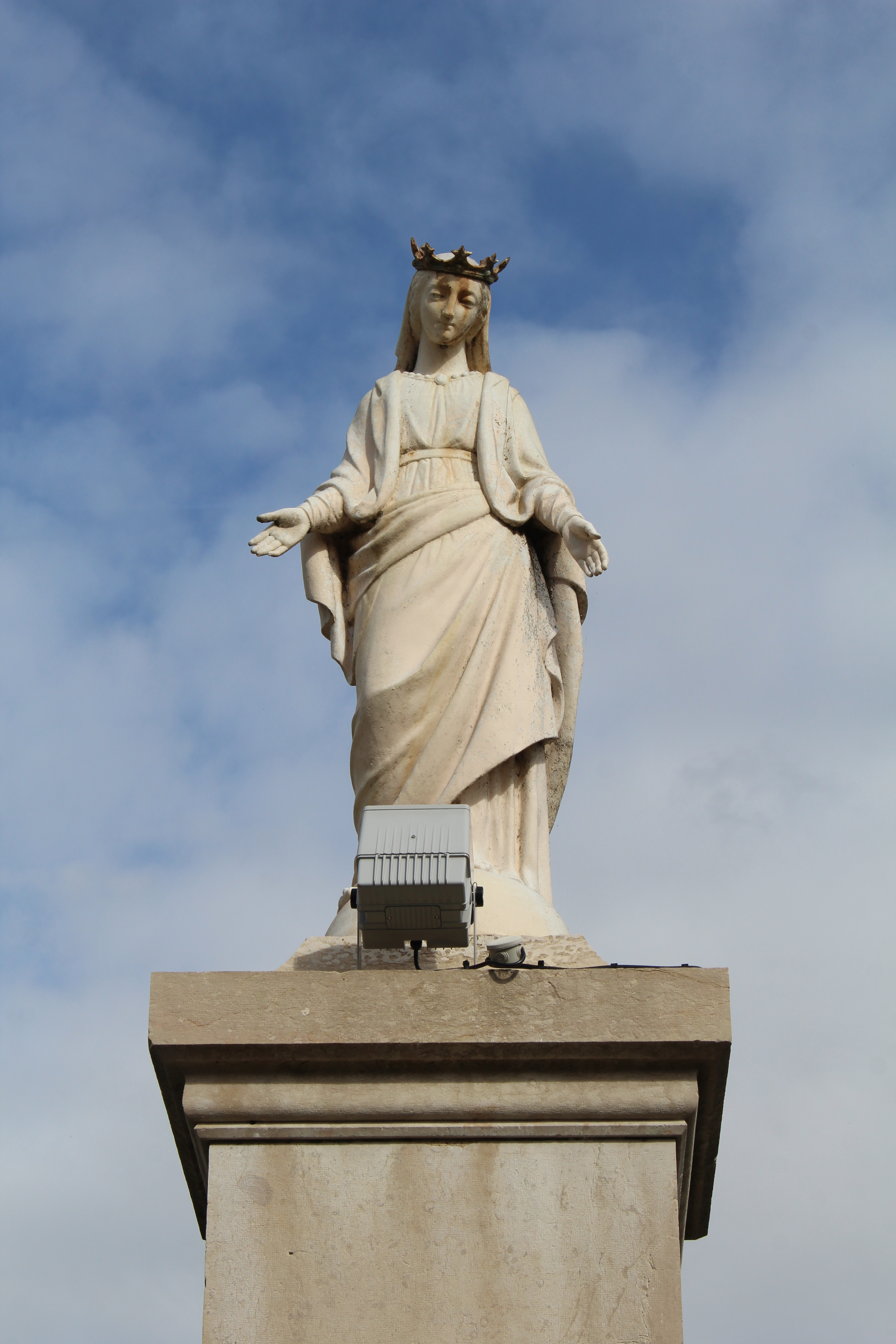
Marienstatue

- Wallburg (Motte), genannt Poype Les Roussière, aus dem 11. Jahrhundert, seit 1989 Monument historique
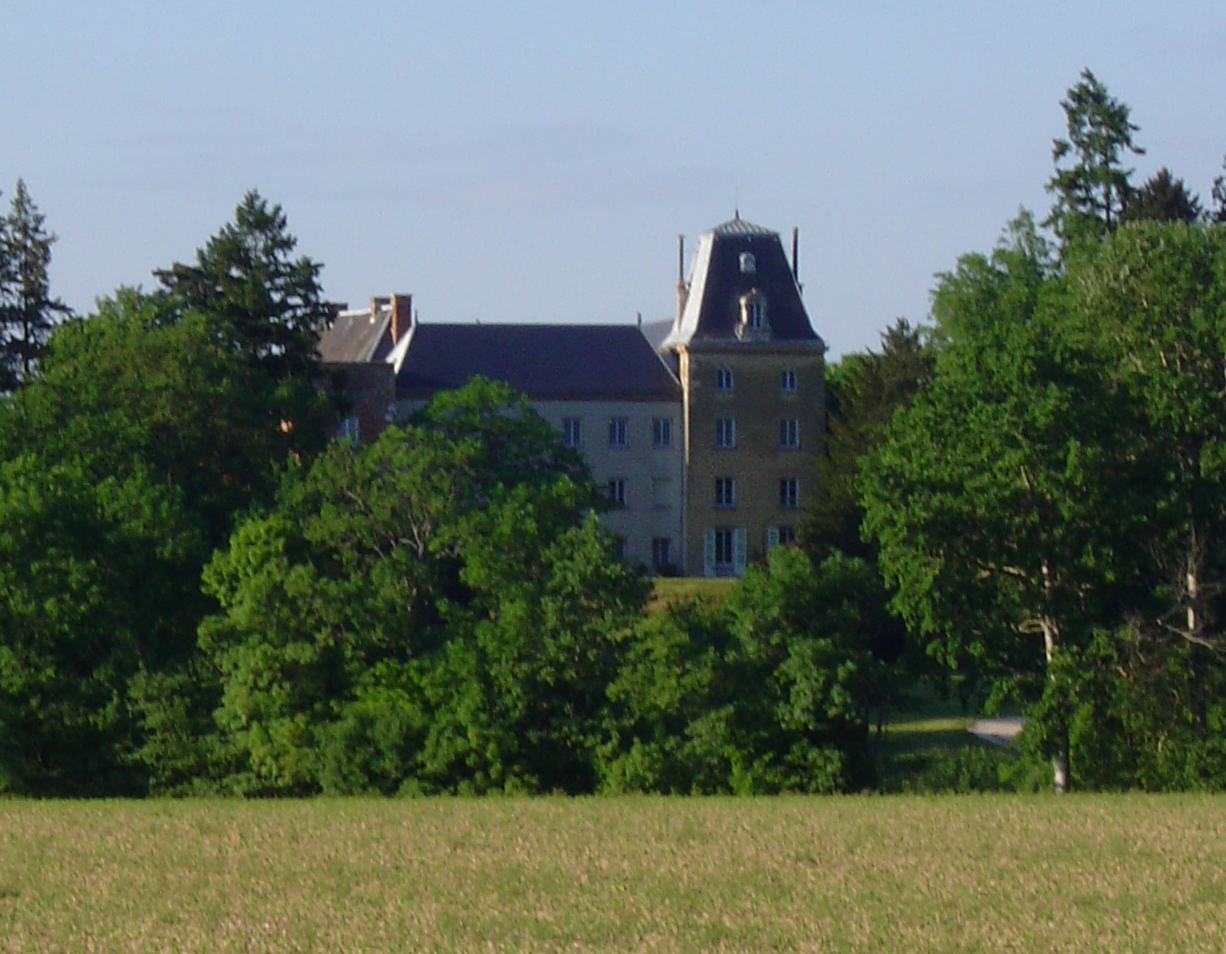
Schloss Montribloud aus dem 14. Jahrhundert
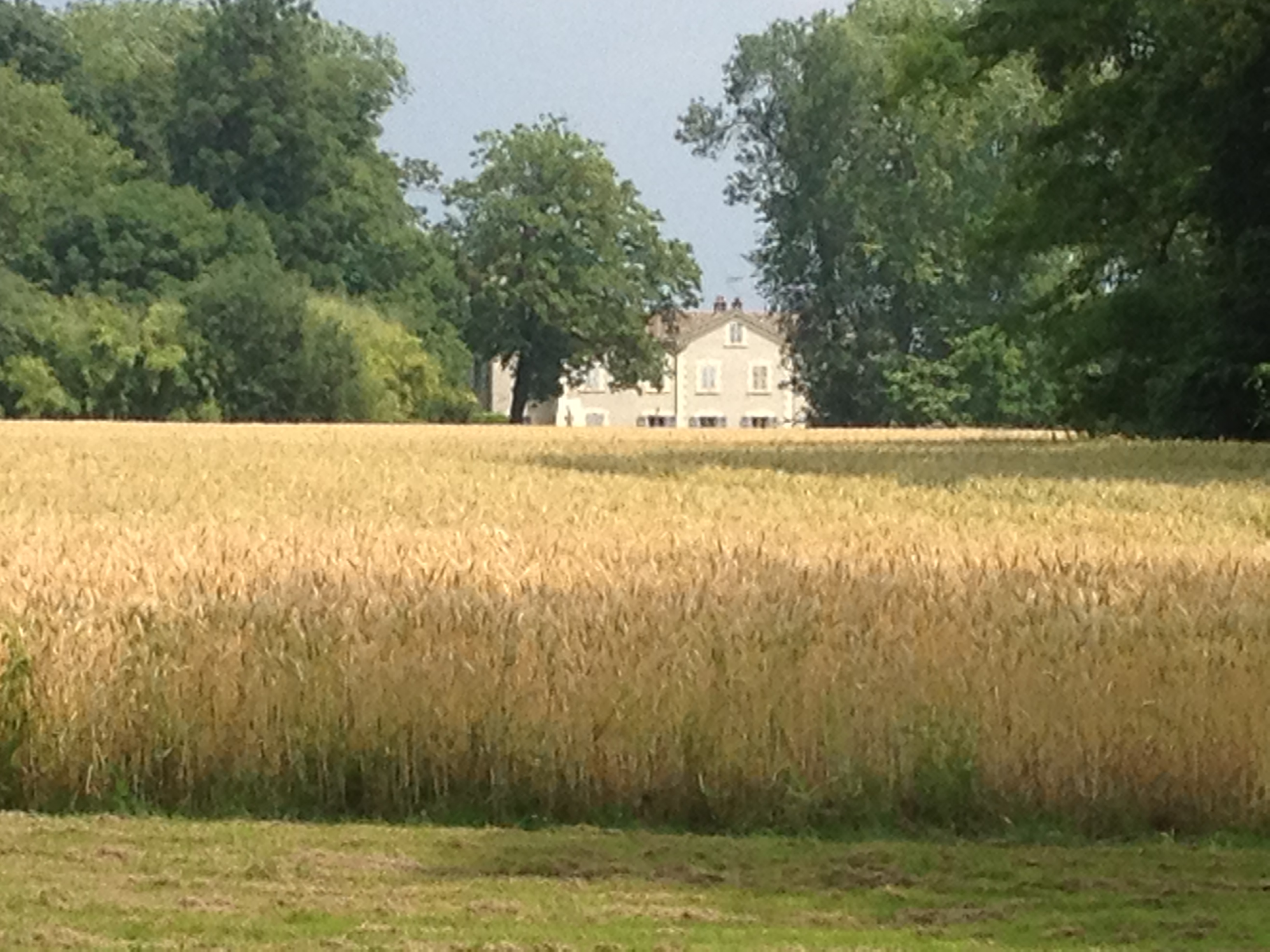
Schloss Sure aus dem Jahr 1650
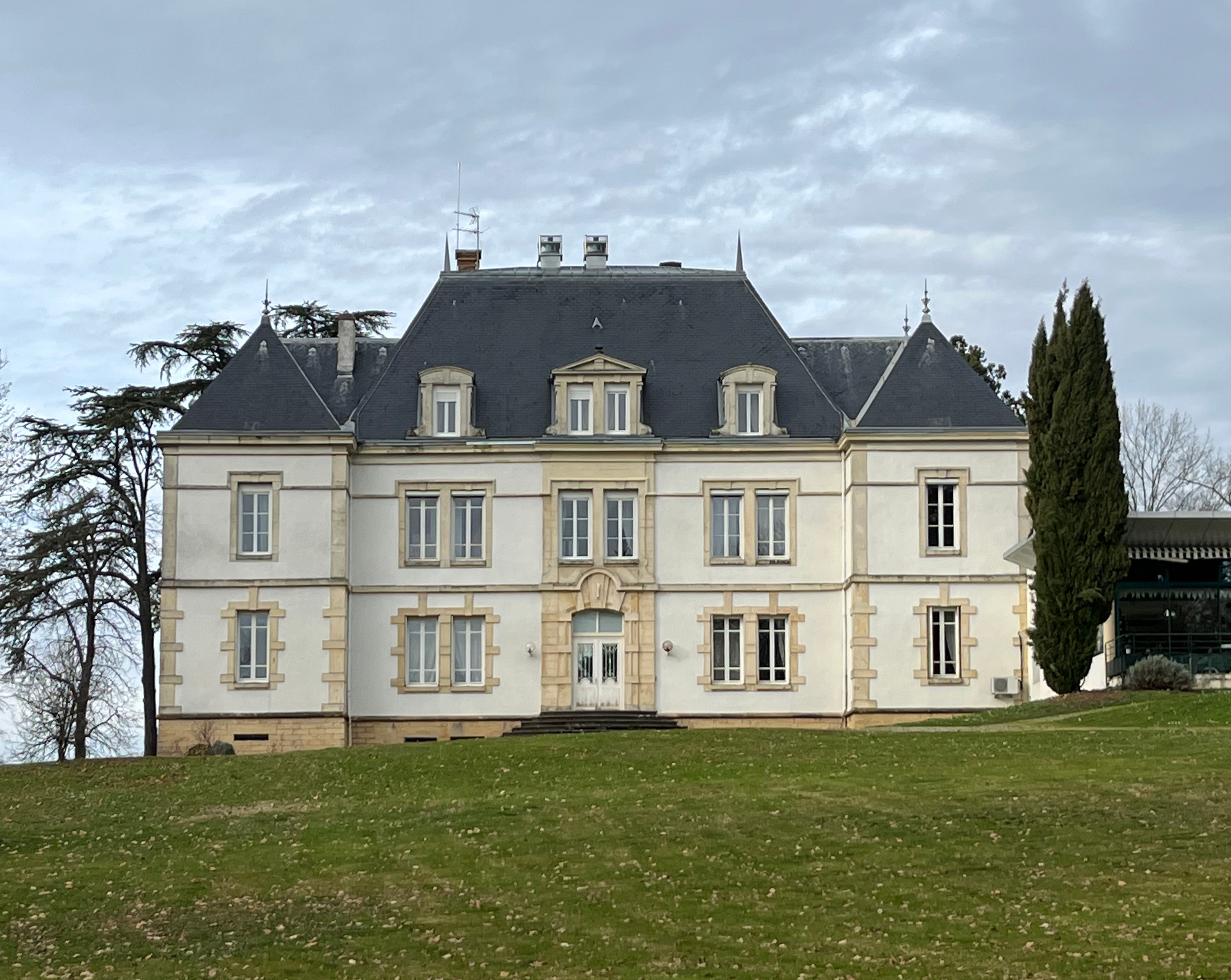
Schloss Vernange
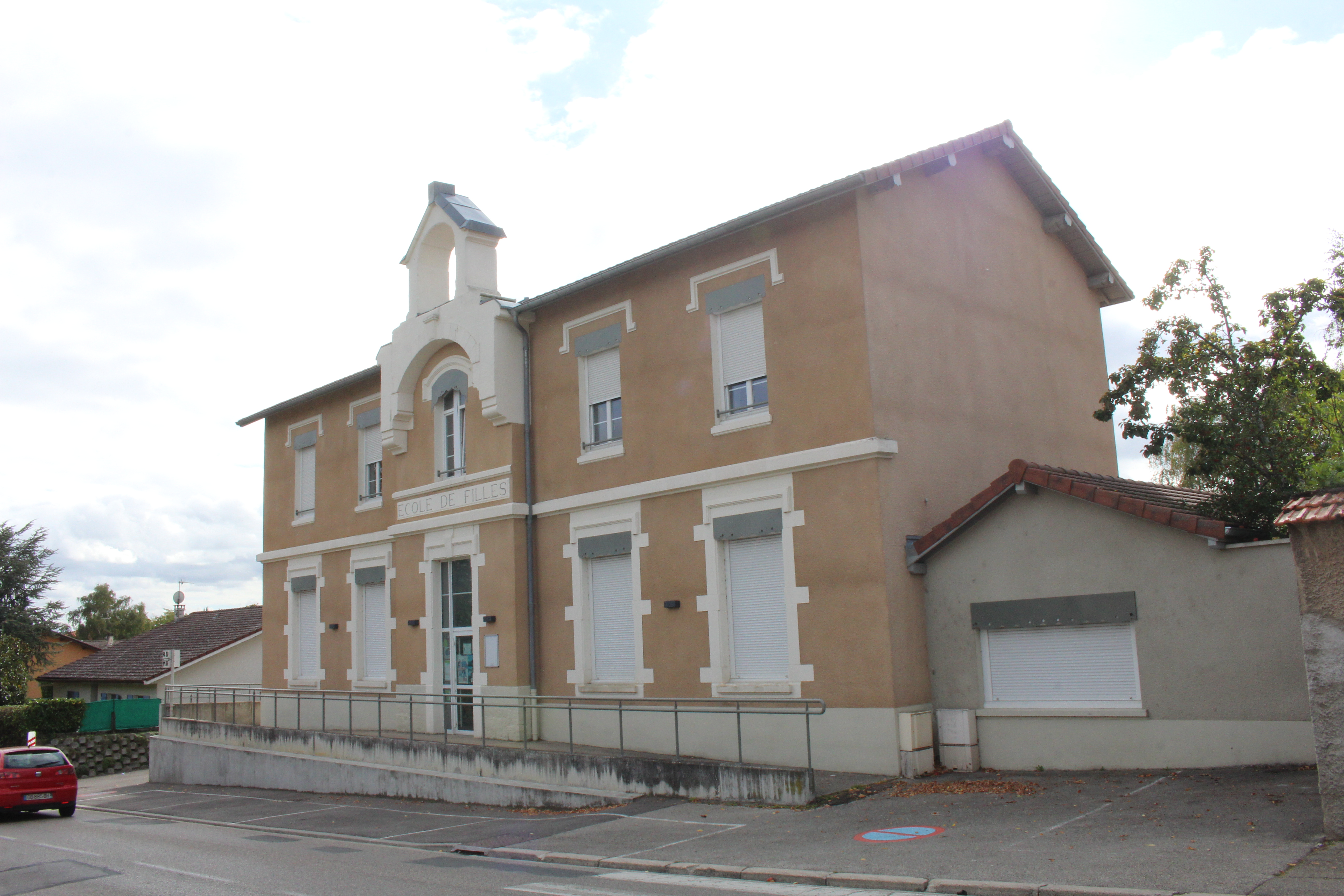
Ehemalige Mädchenschule
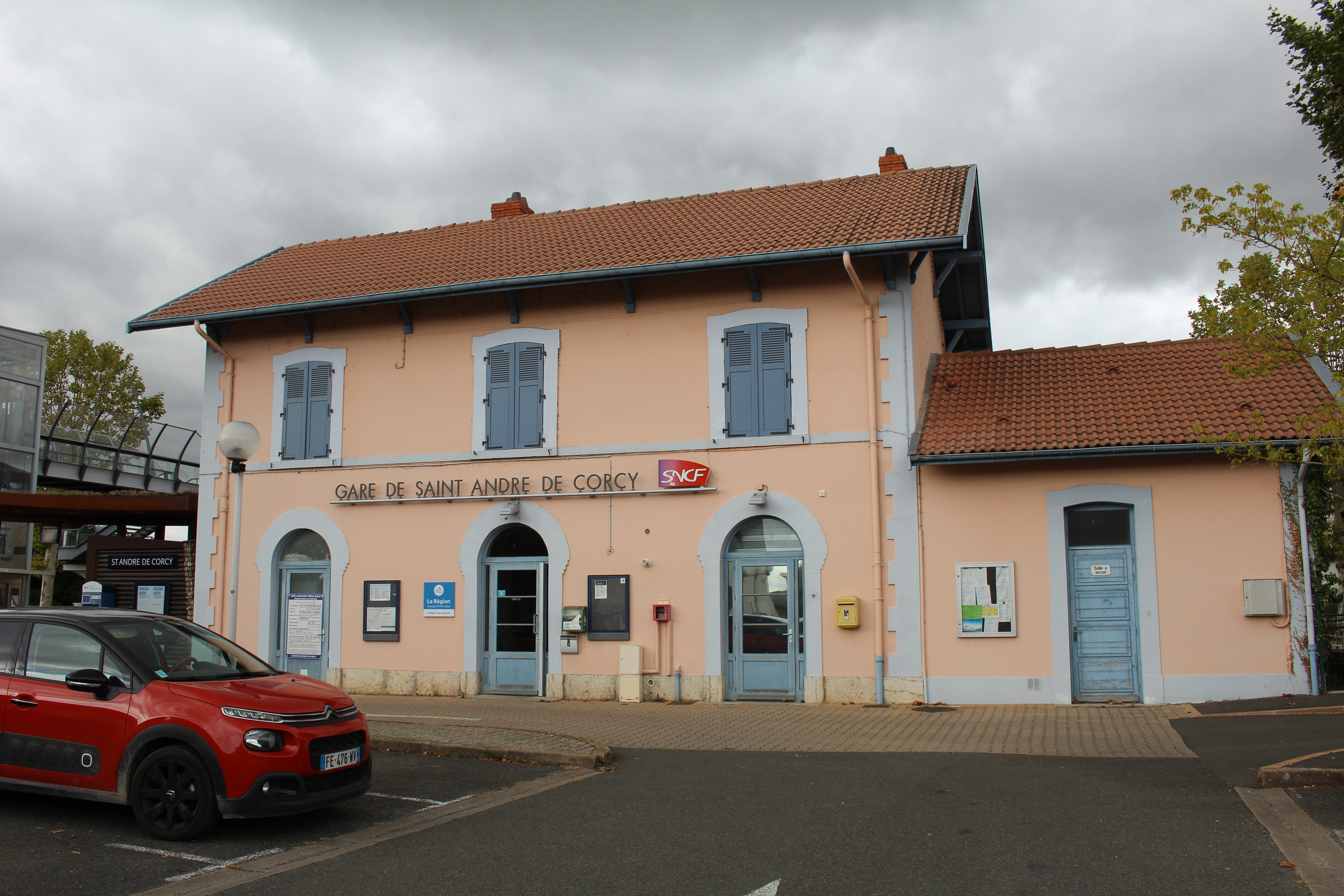
Bahnhof
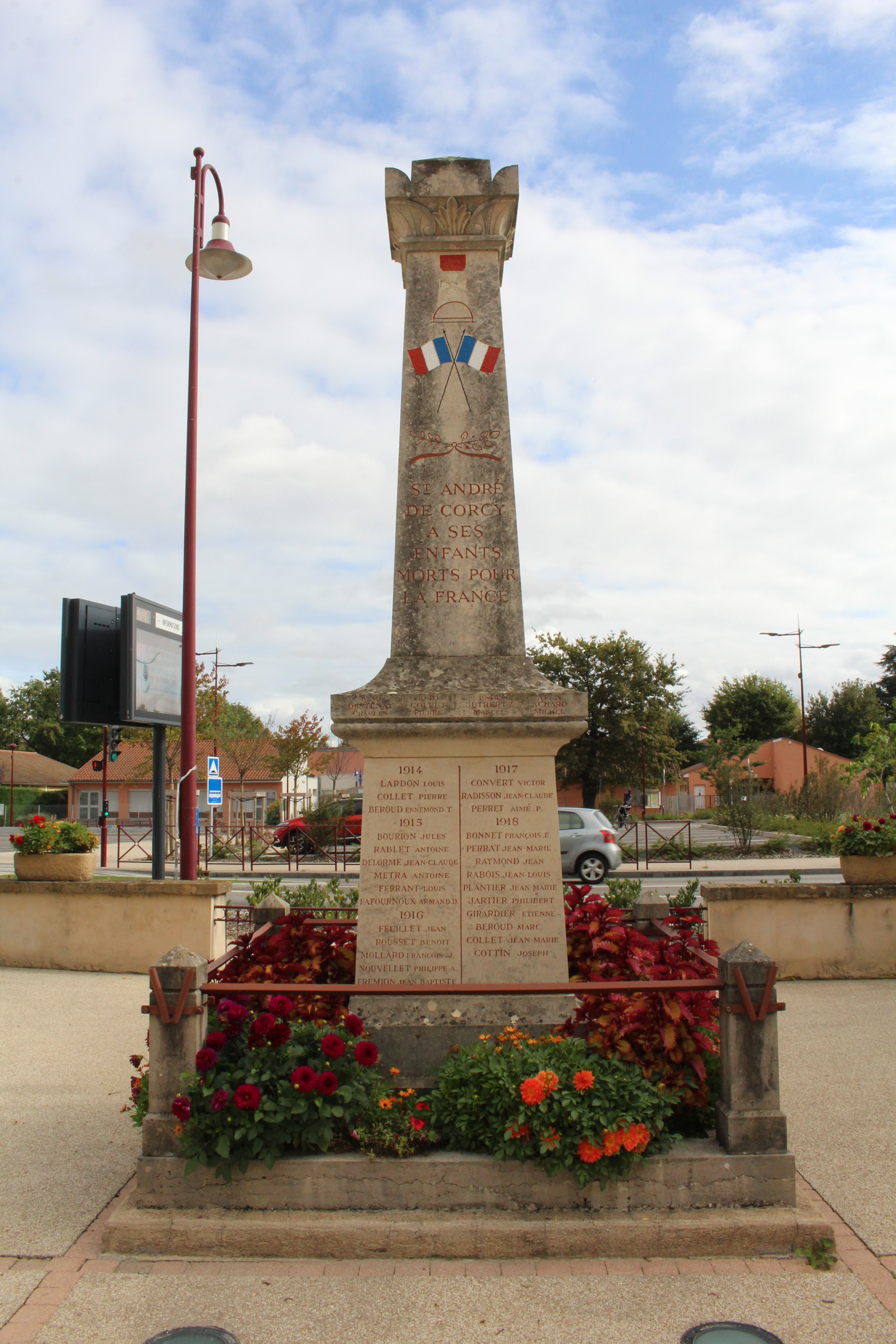
Gefallenendenkmal

- Wasserturm

- Kirche Saint-André
- Marienstatue
- Schloss Montribloud
- Schloss Sure
- Schloss Vernange
- Ehemalige Mädchenschule
- Bahnhof
- Gefallenendenkmal